# Сільван Швебер
Сільван Самуель Швебер (англ. Silvan Samuel Schweber, 10 квітня 1928, Страсбург — 14 травня 2017) — американський фізик-теоретик та історик науки французького походження.
У 1944 році Швебер почав вивчати хімію в Міському коледжі Нью-Йорка, а в 1947 році переїхав до Університету Пенсільванії на факультет фізики, де навчався у Вальтера Ельзассера та Герберта Єле. Після отримання ступеня магістра в 1949 році вступив до Прінстонського університету, де навчався у Девіда Бома та Юджина Вігнера. У 1952 році здобув докторський ступінь під керівництвом Артура Вайтмана.
Після цього був докторантом у Ганса Бете в Корнельському університеті, а в 1954 році в Технологічному інституті Карнегі в Піттсбурзі. З 1955 року був професором нещодавно заснованого Університету Брандейса.
Написав книгу про релятивістську квантову теорію поля, опубліковану в 1961 році, доступну для перевидання Dover Publications.
З 1981 року Швебер працював асистентом кафедри історії науки Гарвардського університету. Також був членом Американського фізичного товариства, Американської асоціації розвитку науки та Американської академії мистецтв і наук.
У 2011 році отримав премію Абрахама Паїса з історії фізики.
Швебер помер 14 травня 2017 року в Кембриджі, штат Массачусетс.